# 비바람 (슈퍼컴퓨터)
비바람(雨風)은 대한민국 기상청이 현재 사용중인 슈퍼컴퓨터의 코드명이다.

## 같이 보기
- 천리안 1호